# Microlaimus copulatus
Microlaimus copulatus is een rondwormensoort uit de familie van de Microlaimidae. De wetenschappelijke naam van de soort is voor het eerst geldig gepubliceerd in 1988 door Jensen.